# Athetis cognata
Athetis cognata är en fjärilsart som beskrevs av Moore 1882. Athetis cognata ingår i släktet Athetis och familjen nattflyn. Inga underarter finns listade i Catalogue of Life.